# パンガイ

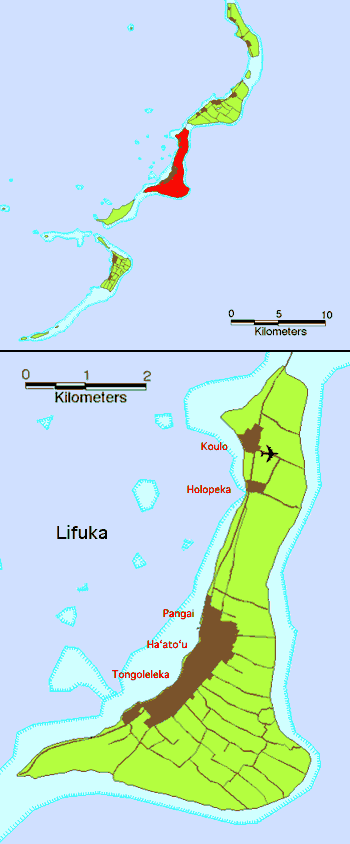
ハアパイ諸島とリフカ島の地図。パンガイはリフカ島の西岸に位置する。

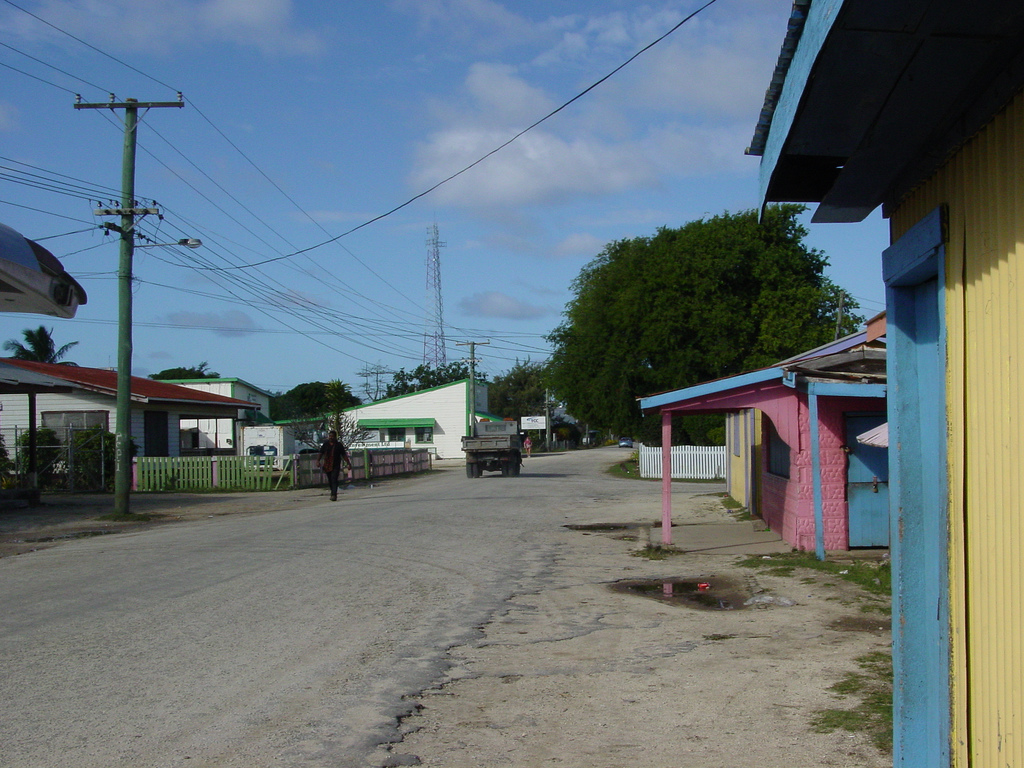
パンガイの街中

パンガイ（Pangai）は、トンガのハアパイ諸島に位置する村。ハアパイ諸島の行政上の主都である。

## 概要
村はハアパイ諸島に属するリフカ島の西岸に位置し、人口はおよそ2,000人である。
村の中心街はカトリック教会（Siasi Katolika）の周辺と港へ向かうホロペカ通り沿いに形成されている。中心街にはいくつかの商店と1軒のレストラン、1軒の銀行がある。またトンガ政府観光局や郵便局、警察署、中等学校も置かれている。
歴史的な遺産はごくわずかしかなく、教会が数堂、コロニアル様式の住宅と墓地がいくつか見られる程度である。

## 交通
リフカ島空港（別名：サロテ・ピロレブ空港、IATAコード：HPA）がパンガイの北約3kmの位置にある。道路にはブタがあふれている。
村内にはフェリー乗り場があり、「パンガイフェリーターミナル」と呼ばれている。フェリーターミナルからはウイハ島行きの連絡船が就航する。

## 歴史
メソジストの宣教師であるシャーリー・ベイカーはジョージ・トゥポウ1世の下で首相を務め、1903年11月16日にパンガイで亡くなった。ベイカーの墓と記念碑が墓地に残り、観光地となっている。